# Maundia triglochinoides
Maundia triglochinoides je jediný zástupce čeledi Maundiaceae z řádu žabníkotvaré. Je to vodní bylina s dlouhými úzkými listy a klasovitými květenstvími drobných zelených květů. Vyskytuje se pouze ve východní Austrálii. V minulosti byla řazena do čeledi bařičkovité, v systému APG IV z roku 2016 je zařazena do samostatné monotypické čeledi.

## Popis
Maundia triglochinoides je vytrvalá vodní bylina s listy vyrůstajícími z plazivého, asi 5 mm tlustého oddenku. Listy vyčnívají z vody, jsou asi 80 cm dlouhé a 5 až 10 mm široké, zploštělé, s trojhranným průřezem. Květenství je asi 10 cm dlouhý a 2,5 cm široký klas, spočívající na dlouhém bezlistém stvolu vyčnívajícím nad hladinu. Květy jsou přisedlé. Okvětí je složeno ze 2 zelených okvětních plátků asi o polovinu delších než tyčinky. Tyčinek je 4 až 6, prašníky jsou přisedlé (bez nitek). Gyneceum je složené ze 2 až 3 (řidčeji 4) pestíků, srostlých až téměř k vrcholu. Blizny jsou široké, sbíhavé. Plody jsou nepukavé, nerozpadavé, připomínající peckovici.

## Rozšíření
Druh se vyskytuje ve východní Austrálii ve státech Queensland a Nový Jižní Wales. Roste v bažinách a mělkých stojatých vodách na těžkých jílovitých půdách.

## Taxonomie
Druh byl popsán v roce 1858. Ve většině klasických taxonomických systémů byl řazen do čeledi Juncaginaceae. Samostatná čeleď Maundiaceae byla publikována v roce 1943 (Nakai), s výjimkou Tachtadžjanova systému však nebyla akceptována. V systému APG se objevuje až v roce 2016 ve verzi APG IV na základě fylogenetické studie publikované v roce 2010. Výsledky molekulárních analýz ukázaly, že rod Maundia není s ostatními rody čeledi Juncaginaceae bezprostředně příbuzný, nýbrž že se jedná o sesterskou větev čeledí Zosteraceae a Potamogetonaceae.